# Truth: Live In St. Petersburg
Truth: Live in St. Petersburg, o t.A.T.u. Truth es un DVD oficial de t.A.T.u. que incluye su performance en San Petersburgo. 
El DVD fue previsto para el lanzamiento a comienzos de 2006, sin embargo, después de que el grupo abandonó a Universal Music, anunciaron que tenían planes para lanzar el DVD solamente en Japón. Después de tener otras cuestiones legales con Universal, el DVD fue lanzado el 12 de septiembre de 2007, el mismo se encuentra disponible para la compra en Amazon.co.jp. Las canciones "Cosmos (Outer Space)", "Chto Ne Hvataet", "Novaya Model","Polchasa" y Dangerous and Moving" fueron parte del tracklist oficial del DVD, pero fueron eliminadas en el lanzamiento final. Aun así, estas canciones fueron incluidas solamente en la transmisión del DVD en la TV reemplazando los bonus de entrevistas y videos que trae el DVD oficial. 
Éste es el primer lanzamiento de t.A.T.u. después de haber salido de Universal Music.

## Características del DVD
| #   | Título de las canciones      |
| --- | ---------------------------- |
| 1.  | Show Intro                   |
| 2.  | Lyudi Invalidy               |
| 3.  | All About Us                 |
| 4.  | Loves Me Not                 |
| 5.  | Sacrifice                    |
| 6.  | Nichya                       |
| 7.  | Friend or Foe                |
| 8.  | Obezyanka Nol                |
| 9.  | Gomenasai                    |
| 10. | Show Me Love                 |
| 11. | How Soon Is Now?             |
| 12. | Nas Ne Dogonyat              |
| 13. | Ne Ver', Ne Boisya, Ne Prosi |
| 14. | Ya Soshla S Uma              |

- Entre las canciones y videos se pueden ver entrevistas, así como la preparación de las chicas para el concierto. También se pueden ver escenas de "t.A.T.u. eXpedition", también se incluyen clips inéditos.

- Datos: Q2306679